# Willa Poznanianka w Gdyni
Willa Poznanianka w Gdyni – zabytkowa willa w Gdyni. Mieści się w dzielnicy Kamienna Góra przy ul. Sędzickiego 16.
Została zbudowana w latach 1921–1922. Od 1987 widnieje w rejestrze zabytków.